# Liste der Monuments historiques in Larrey
Die Liste der Monuments historiques in Larrey führt die Monuments historiques in der französischen Gemeinde Larrey auf.

## Liste der Immobilien
| Bezeichnung       | Beschreibung                                                     | Standort              | Kennzeichnung | Schutzstatus | Datum | Bild           |
| ----------------- | ---------------------------------------------------------------- | --------------------- | ------------- | ------------ | ----- | -------------- |
| Château de Larrey | Burg, 14. Jahrhundert, bis ins 17. Jahrhundert mehrfach umgebaut | Rue du Château (Lage) | PA00112506    | Inscrit      | 1972  | weitere Bilder |

## Liste der Objekte
| Bezeichnung                          | Beschreibung                                             | Standort                     | Kennzeichnung | Schutzstatus | Datum | Bild |
| ------------------------------------ | -------------------------------------------------------- | ---------------------------- | ------------- | ------------ | ----- | ---- |
| Gemälde Pius IX. segnet einen Zuaven | Farbe auf Holz, 19. Jahrhundert, von Jacques-Émile Lafon | in der Kirche St-Roch (Lage) | PM21007145    | Inscrit      | 2024  |      |